# ジーナ・P・ヤング・カード
ジーナ・プレセンディア・ヤング・ウィリアムズ・カード（1850年4月3日 - 1931年1月31日）は、アメリカの活動家。
女性参政権と複婚の権利といった女権のために全国規模で活動した。

## 解説
末日聖徒イエス・キリスト教会（LDS、モルモン教）第2代会長ブリガム・ヤングの娘で、ユタ州プロボにあるブリガム・ヤング・アカデミー（BYA、現ブリガムヤング大学）の初代「女性学部長」を務めた。カナダのアルバータ州カードストンにある新しくできたモルモン教徒の入植に移った後、その地域の主要な市民的・宗教的な指導者となった。
カードが信仰していた末日聖徒イエス・キリスト教会は当時多妻結婚を公に教え、勧めていた。ウィルフォード・ウッドラフ主管長が声明（LDSにおいて「宣言」という用語で伝えられている）を出し多妻結婚が禁止されるまでの間であり、カードの人生を見てもそれらの背景から複婚を行っている。

## 生い立ち
ジーナ・P・ヤングは1850年4月3日、ユタ準州ソルトレイクシティでブリガム・ヤングとジーナ・D・H・ヤングの間に生まれた。ジーナは母親、ブリガム・ヤングの他の12人の妻、29人の異母兄弟とともに、父親のライオンハウスで暮らした。異母兄妹の中にはスーザ・ヤング・ゲイツもいた。ジーナは3年間の間に生まれたブリガム・ヤングの10人の娘、所謂「ビッグテン」の一人である。ジーナは母親であるD・H・ヤングの一人娘で、ジーナは自身の生い立ちを懐かしく思い出し、「楽しかった」と語っている。スーザは母親と親密で愛情深い関係を共有していた。ヤング家では教育が優先され、ジーナは自宅でダンス、音楽、演劇を学んだ。他のモルモン教開拓者に比べ、彼女は恵まれた環境で育った。アルバート・ジョンストン将軍のユタ州内の内戦の際、彼女の家族はソルトレイクシティから離れた。
内戦終結後ソルトレイクシティに戻り、13歳のとき、ソルトレイク・シアターで演技を始める:121。19歳の時、父親の指示で再編成されたリトリーチェ教会の幹事に任命された。

## 複婚
ソルトレイク・シアターで、ジーナは最初の夫で劇場の会計係であり、父親の書記でもあったトーマス・チャイルド・ウィリアムズと1868年10月12日に結婚をする。その時カードは18歳、トーマスは40歳だった。彼女は何人もの妻の一人となり、2人の息子を出産した。スターリング・ウィリアムズ（1870年9月21日生）とトーマス・エドガー・ウィリアムズ（1873年7月21日生）である。しかしその後、1874年7月17日に息子スターリングは死去し、その後1877年に父ブリガム・ヤングが、1881年に息子トーマスが死去した。
1884年、カードは小作農で地元のリーダーであるチャールズ・オラ・カードと再婚した。これより名前が変わったため名前の表記をカードとする。2人の出会いは、カードがBYAの寮長をしていたときだった。チャールズは既婚者で娘を持っていた。娘はジーナの指導の下、そこで学んでいた。その後、チャールズとカードの母親は、新しく建設されたローガン神殿（神殿とはLDSの礼拝場所）で働くためにユタ州ローガンに引っ越すように召された。チャールズの家を買おうとしていたとき、チャールズはカードに結婚を申し込む手紙を書いた。彼女はとても驚き、「彼がふさわしい男性だと確信する夢を見る」まで返事をしなかった。こうしてカードは1884年6月17日に一度に2人の妻を持つこととなった。新しい夫となったチャールズは6ヵ月後にまた結婚し3人目の妻を持ったが、一家は一夫多妻制反対法反一夫多妻制法（通称エドマンズ法）を執行する連邦保安官の標的となった。カードもチャールズも隠れて暮らした。お互いに偽名を使って手紙を書いていた。チャールズの他の妻たちとの関係は友好的だった。チャールズがアメリカより北のカナダに逃げることが決まったとき、カードは他の妻たち（チャールズは一夫多妻制をとったため複数妻がいる）からチャールズに同行するよう勧められた。
カードは生涯を通して、複婚という行為を高く評価していた。ワシントンD.C.への訪問の多くは、反一夫多妻制法案に反対するロビー活動であるほどであった。カードは複婚に関する問題について、米国下院司法委員会と上院の両方で演説したこともある。カードはその中でバーモント州のジョージ・F・エドマンズ上院議員に、複数婚は「他のどのような婚姻秩序よりも、女性にとってはるかに聖なるもので、まっすぐで、公正なものであるように思われる」と語っている。カードはその後この下院と上院で演説したことを「幼少期から成人期まで参加させてもらった、神聖で神聖な出来事だった」と振り返っている。LDS大管長ウィルフォード・ウッドラフが、LDSにおける一夫多妻制の公式的な推奨に終止符を打つというマニフェストを発表したとき（前述）、カードはこのマニフェストを「非常に奇妙な薬」であるとしながらも、「宗教的にも政治的にも、私たちの現在の状態には必要である」と理解を示し、手紙を出した。

## 経歴と活動

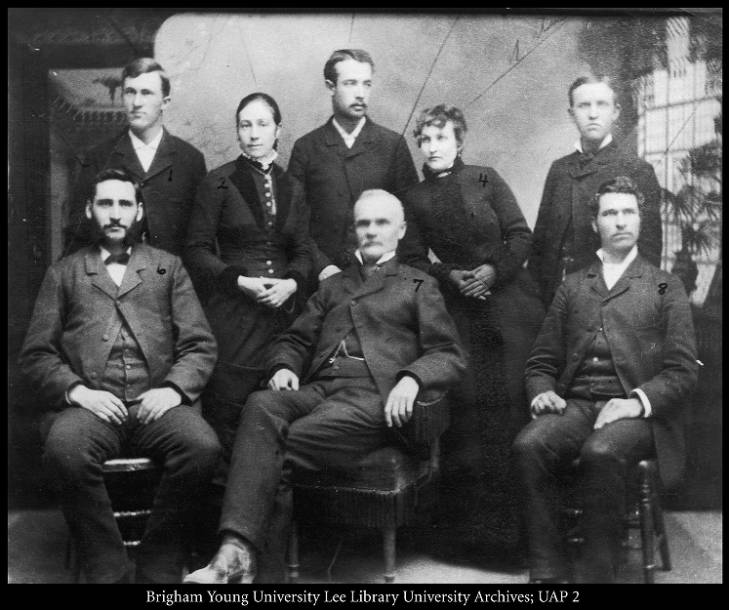
1884年のブリガムヤング大学の教授陣

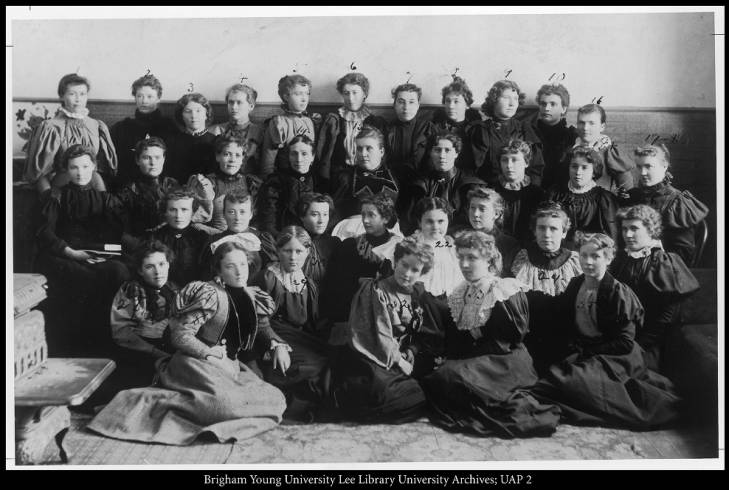
ブリガムヤング大学家政学科のメンバー。

トーマスの死後、カードは「造花の作り方を人々に教える」ことで自分と息子たちを養い、また、シルクを一から生産した。1878年にBYAに通うことを決意し、BYAにおける最初の寮母になった。他にもカードはLDAが学校を支援するよう努めたりもした。7年間、BYAにおいて「家政学科」を担当していた。尚カードは家政学ではなく看護学と生物学の知識を重視していた。
BYAの「女性部長」として、カードはLDA大管長ジョン・テーラーに任命され、1879年の全国婦人参政権協会（NWSA）の大会に出席した。これらからカードは女性参政権を提唱した最初のユタ州の女性の一人と言われている。カードと同じく婦人運動家であるエメリン・B・ウェルズはワシントンD.C.を訪れ、女性参政権や自分たちの宗教的信条、特に一夫多妻制について演説・提唱した。前述したようにジーナは米国上院と下院の司法委員会で、一夫多妻制を支持する演説を行っている。ワシントンD.C.滞在中、ジーナはスーザン・B・アンソニー、エリザベス・キャディ・スタントン、ラザフォード・ヘイズ大統領に会った。カードとウェルズはユタ州に戻ると、州内を旅行し、ワシントンD.C.での経験を分かち合った。
カナダ初のLDA聖徒入植地の「ファーストレディ」として、カードはカナダの政治家、ジャーナリスト、商人たちと交流し、しばしば自宅でそれらの人々をもてなした。またそこでジーナは自分の意見を述べることをためらわなかった。夫・チャールズによると、カードは自分の信念、特に一夫多妻制に関する信念を守るため、時折「かなり鋭い反論」を口にしたという。カードは、製材所、クリーム工場、チーズ工場、雑貨店の設立など、カードストンの事業に参加した。またそのような地元のベンチャー企業に、よく自身のお金を投資していた。カードは地元レベルで演劇への情熱を持ち続けており、それはカードストンに劇場を設立し、「演劇協会」を設立するほどであった。カードはまた、重視していた看護学の知識から、カードストンの女性たちの助産婦にもなった。それと同時に近隣の集落を回り、演説を行った。そのことからしばしば「強い演説家」とみなされた。
カードは晩年、LDSビジネスカレッジの寮長を務めた。この寮長という役割の中で、カードは寮母の仕事と思われることを紙に書いており、内容から精神的な理解がなければ、世俗的な知識は不十分だと感じていたと思われている。彼女はまた、ユタ州開拓者の娘たちという団体の遺物委員会の委員長に任命された後、1909年に同組織の会長に就任した。1918年から亡くなるまでブリガムヤング大学の理事を務めた。

## LDSの礼拝
カードがLDSでリーダーシップを発揮するようになったのは、婦人協同体再建協会のヤングレディース部に参加したのが最初だった。その後、ユタ州ステーキ部（教区）の第一会長と、ユタ州ステーキ部のヤングレディース相互向上協会（YLMIA）の顧問を務めた。

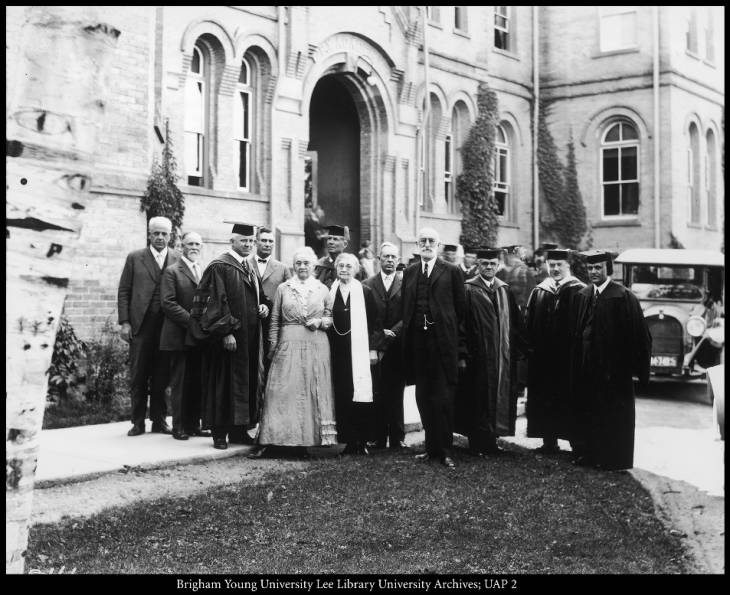
ブリガムヤング大学理事会（1920年代）

1887年、夫のチャールズが末日聖徒のコロニーを北側に設立するため先にカナダへ行ったため、一家ももちろんカナダに移住することになる。カードの母は年老いており、母を残して旅立つのは心細かったが、キャシュ・バレーから荷馬車で旅立った。この旅に必要なものを自分で買っている。1887年6月3日、一行がアルバータ州カードストンの入植地に到着したとき、カードとチャールズは再会した。やがてカードは「カードストンのファーストレディ」の役割を担い、様々な要人を自宅に迎えた。彼女はアルバータ州のYLMIAの会長として16年間活動を続けた。カードは、アルバータ州南部の女性や少女たちの精神的、社会的生活を支援した。彼らはカードの家にグループとして集まり、劇を演じたり、教育的なイベントを開いたりしていた。
2番目の夫であるチャールズの死後、彼女はの第一次総会の役員を務めると同時に、ソルトレイク神殿でも働いていた。

## 私生活
カードと母親ジーナ・D・H・ヤングは親密な関係で、その関係は生涯続いた。カードの最初の夫、トーマス・C・ウィリアムズが亡くなったとき、ジーナ・D・H・ヤングはカードを助けるという目的で同居した。カナダに移ってからも、母親はたびたび訪ねてきた。カードはその見返りに、しばしば子供たちを連れて母親を訪ねてユタ州を訪れた。1901年にカードが母親を訪ねに言っている最中で、年老いていた母ジーナ・D・H・ヤングは亡くなった。
1881年4月21日、カードの8歳の息子トーマス・E・ウィリアムズが亡くなった（前述）。しかし、カードは再婚した。カードと2番目の夫であるチャールズ・オラ・カードは、手紙の中で互いへの愛と賞賛を伝えあっているほどであったのだが、カナダに逃れる前に関しては、カードとチャールズは結婚生活の大半を別居していた。カードはまた、他の妻たち（チャールズは一夫多妻制をとったため複数妻がいる）とも温かく個人的な関係を持っており、夫の不在中も頻繁に交流していた。カードは一夫多妻制をとるチャールズと再婚したわけだが、カードの書いた文章を読むと、複婚を尊敬に値する、神の啓示を受けた制度だと感じていたこと、そしてそれを守ることが女性の義務だと考えていたことがわかる:281–82。

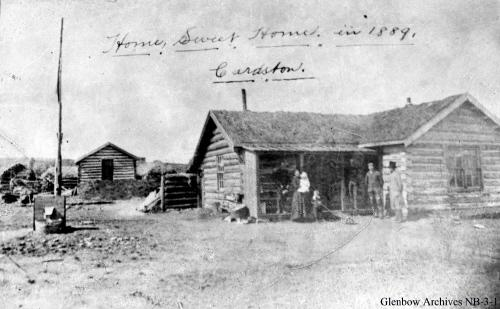
カナダ アルバータ州カードストンにあるチャールズ・オラ・カードの家（1889年頃）

子供には前述した息子のスターリングとトーマスに加え、1888年に娘ジーナ・ヤング・カード・ブラウンを、1891年に息子のオーソン・リーガ・カードを出産した。一家は最初、アルバータ州の夏の間はテントで暮らし、その後、ワンルームの丸太小屋に移った。ここで一家は客人をもてなし、地域のためにパーティーやその他の行事を催し、地元の先住民、おそらくブラッド・インディアン（カイナイ・ネーション）を家に迎え入れた。カードはインディアンの子供たちをカードストンの学校に招待し、入植者の子供たちにインディアンの言語を学ばせることを提案した。カードの娘によると、カードは絵本の読み聞かせや、絵を描いたりするのが好きだったという。カードは公務と母親業を両立させていた。カードが父親から大金を相続すると、6000ドルをかけてより大きなレンガ造りの家を建てた。
チャールズが健康を害し始めた1903年、カードとチャールズはユタ州に戻ったのだが、間もなく3年後にチャールズは亡くなった。その後経済的にも安定し、ソルトレイクシティに残った。スペイン風邪の患者の看護も行い流行の後、健康上の問題、特に視力の問題をカードは抱えるようになる。乾癬にも悩まされるようになったが、よく耐えていたと伝えられている。療養中、彼女は臨死体験をし、家族とその体験を分かち合った。亡くなるまでの間、教会や教育機関の指導者として活躍していたが、1931年1月31日に死去。享年80歳。彼女は家族的で宗教に関する献身的な姿で人々に記憶されている。

### ジーナ・ヤング・カード・ブラウン

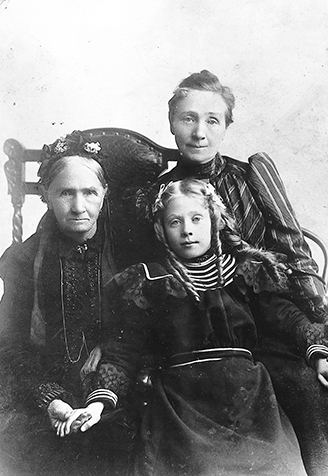
左が母ジーナ・D・H・ヤング、右上がカード、右下がジーナ・ヤング・カード・ブラウン

カードの4番目の子供で一人娘が、ジーナ・ヤング・カード・ブラウンである。カードと同様、ブラウンも教育を重んじ、ローガンのブリガムヤング・カレッジで雄弁術と家政学を学んだ。 1908年、後にLDSの使徒（LDSにおける使徒では神は現代でも使徒を送っているとされる為、近年でも使徒が誕生している）となる:472ヒュー・B・ブラウンとソルトレイク神殿で結婚:395。ブラウンは8人の子供を産んだ:431。第一次世界大戦中、ヒューがフランスに駐留している間、ブラウンは彼の財政を管理し、1918年のインフルエンザの流行からも子供たち全員とともに生き延びた:419。年長となったカードはできるだけカナダにいる2人を訪ね、ブラウンもまたソルトレイクシティにいる母親をたびたび訪ねた:424。48歳の時、ブラウンは夫とともに英国宣教師として呼び出されたが、第二次世界大戦の勃発とともに英国を脱出した:455。戦後、安全にロンドンに戻ることができるようになると、ブラウンはソルトレイクシティの教会からロンドンの貧しい教会員を助けるために衣類を送る手配をした。
ロンドンでの生活を終えたヒューとブラウンはユタ州に戻り、プロボに移った。ヒューはブリガムヤング大学で働き、8人の子供のうち7人が学校に通った。1953年、ヒューは十二使徒補佐となった。ブラウンは南アフリカ、オーストラリア、ニュージーランド、ハワイ、フィジーなど、世界中を飛んで回るヒューに同行し、しばしば会議や行事での講演を依頼された。その後、1958年に使徒となり、1960年には大管長会デイビッド・O・マッケイの第二顧問となった:473。しかしブラウンは脳卒中で倒れてしまう。それによりブラウンは話すことも動くこともできなくなった。そしてブラウンは8年間の寝たきり生活の後、1974年12月19日に86歳で亡くなった。彼女の葬儀には末日聖徒イエス・キリスト教会のほとんどの権威者が参列し、主管長会（マリオン・G・ロムニー、N・エルドン・タナー、スペンサー・W・キンボール）は彼女の生涯について高く評価している:479。

## 死後
ジーナ・ヤング・カードが...1931年1月の最終日にソルトレイクシティで死去した時、カードストンが彼女の価値を証言し続ける限り、その記憶は決して色あせることなく、また他の人が注目されても薄れることのない女性がこの世から去った。すべてのカードストン市民に、彼女は「ジーナおばさん」として知られていた。すべての母親にとって姉妹であり、すべての人にとって友人であったからである:400。

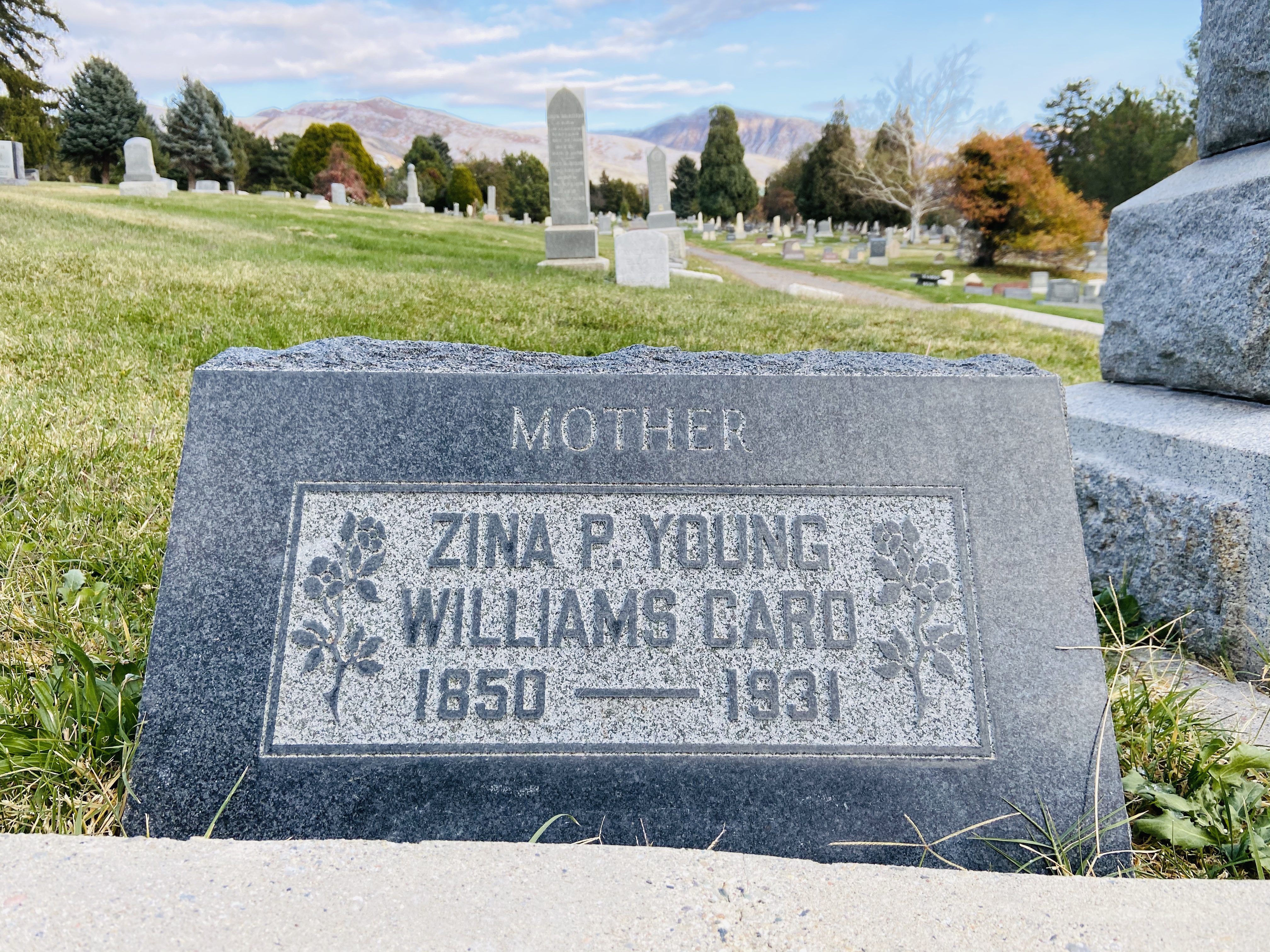
ソルトレイクシティ墓地にあるジーナ・P・ヤング・カードの墓

生涯を通じて、カードは学問的、政治的、精神的指導者として活躍し、モーリーン・アーセンバック・ビーチャーは彼女を「アルバータ入植地の疑いようのない女性指導者」と位置づけている。ブリガム・ヤング大学の女性学部長を務め、全国レベルで女性参政権や一夫多妻制の権利を主張し、カナダ滞在中は政治指導者や実業家と交流した。米国滞在中には、ラザフォード・B・ヘイズ大統領や大統領夫人、その他の政治家にも会った。カードは一貫して万人のための教育を支持した。カードはLDSで複数の指導者的立場を務め、常に各地へ行き、さまざまな人々と話をした。「カードストンのファーストレディ」としてLDSの入植者たちを導き、若い女性のための教会指導者としての役割を通して、女性や少女たちを導いた。カードは、カードストンの隣人であるブラッド・インディアン（カイナイ・ネーション）との良好な関係の確立に努めた。公僕としての彼女のその他の努力は、舞台芸術の振興、助産、家族単位の強化、農業・畜産・製粉所・工場などの産業の発展などであった。カードとチャールズは、率いた人々から何度も表彰され、コミュニティ内で功績を称えられた。特にカードは、LDS大管長ジョン・テイラーから、カードストンでの努力を賞賛された。カードは2度未亡人となり、80歳まで生きた:400。
カード達の本家はアルバータ州カードストンにあり、現在は博物館になっている。「マザー・カントンズ・フランネル・プレイス」と呼ばれることもあるが、これはカードが自分のキャビンで壁紙として使っていた素材にちなんでいる:483。
アルバータ州のLDS入植者人口は1911年に10000人に達し、2020年現在、約82000人のLDS会員がこの地域に住んでいる。
ちなみに彼女のひ孫は『エンダーのゲーム』の著者オースン・スコット・カードである。